# Rolof van Hövell tot Westervlier en Wezeveld
Rolof Diederik Otto baron van Hövell tot Westervlier en Wezeveld (Elst, 9 oktober 1917 - Boxmeer, 22 april 2007) was van 1951 tot 1982 burgemeester van gemeente Haps in de Nederlandse provincie Noord-Brabant.

## Familie
Van Hövell werd geboren als zoon van burgemeester Ernest Otto Jozef van Hövell tot Westervlier en Wezeveld (1879-1931) en jkvr. Maria Josepha Huberta de Kuijper (1881-1930). Hij groeide op als jongste zoon in een gezin met vijf jongens. Vader Ernest was burgemeester van Elst. Rolof bracht een groot deel van zijn jeugd door op huize Ossenbroek in het Noord-Brabantse Beers.   
Van Hövell trouwde in 1949 met jkvr. Gabrielle Eugénie Marie van Nispen tot Pannerden (1924-2008) met wie hij vier kinderen kreeg.
In 1963 werd de geslachtsnaam 'Baron van Hövell van Westervlier en Weezeveld' veranderd in 'Baron van Hövell tot Westervlier en Wezeveld'. Zijn broers Ernest en Frans zijn ook burgemeester geweest.

## Burgemeester
Na zijn middelbare school volgde hij een loopbaan in het voetspoor van zijn vader. In 1951 werd hij benoemd tot burgemeester van Haps vlak bij zijn geliefde Ossenbroek. De dag van zijn benoeming was, zoals hij later zei, een van de mooiste uit zijn leven. Het burgemeestersambt in deze gemeente heeft hij ruim 32 jaar vervuld. Ook buiten Haps was hij actief als voorzitter van het streekgewest Land van Cuijk.

## De Dennen
Na zijn pensionering is Van Hövell samen met zijn vrouw verhuisd naar De Dennen, een huis dat hij heeft laten bouwen. Het ligt tegenover huize Ossenbroek. Later verhuisden ze naar een verzorgingsflat in Cuijk. Na zijn overlijden in de lente van 2007 te Boxmeer is Van Hövell bijgezet in het familiegraf op het r.k. kerkhof te Joppe.